# Michalina Jozafata Hordaszewska
Treść tego artykułu może nie być zgodna z zasadami neutralnego punktu widzenia,
ponieważ zobacz standardy artykułu o świętym lub błogosławionym.
 Po wyeliminowaniu niedoskonałości należy usunąć szablon {{Dopracować}} z tego artykułu.
Michalina Hordaszewska (imię zakonne: Jozafata, ukr. Йосафата Михайлина Гордашевська; ur. 20 listopada 1869 we Lwowie, zm. 7 kwietnia 1919 w Krystynopolu) – zakonnica Kościoła greckokatolickiego, błogosławiona Kościoła katolickiego.

## Życiorys
Urodziła się 20 listopada 1869 roku we Lwowie jako piąte z ośmiorga dzieci. Jej ojciec Jakub Pukas pracował jako stolarz oraz restaurator mebli u hrabiego Sapiehy, miał również własny warsztat. Matka Ksenia Hordaszewska zajmowała się dziećmi i domowym gospodarstwem. Już ósmego dnia po urodzeniu otrzymała pierwsze sakramenty według obrządku wschodniego w cerkwi pod wezwaniem Świętych Apostołów Piotra i Pawła we Lwowie. Ukończyła szkołę św. Antoniego prowadzoną przez siostry felicjanki we Lwowie. Michalina, pomimo ukończenia szkoły z wyróżnieniem, ze względu na niski status materialny rodziny nie miała możliwości kontynuowania nauki, dlatego podjęła pracę w fabryce szkła.
W dzieciństwie przejawiała skłonności ku modlitwie – bawiła się ze swoją siostrą Anną w pustelników i żywiąc się korzonkami spędzała po parę godzin na modlitwie w leśnej kapliczce. W 1888 roku w czasie rekolekcji dla młodzieży we Lwowie spotkała ojca Jeremiasza Łomnickiego – bazylianina i misjonarza ludowego. Michalina wyspowiadała się u niego z całego życia. Został on jej kierownikiem duchowym, spowiednikiem i doradcą. Rok później złożyła prywatny ślub czystości, który następnie co roku ponawiała.
Michalina myśląc o życiu zakonnym, planowała wstąpić do sióstr bazylianek – jedynego wówczas kontemplacyjnego żeńskiego zgromadzenia w Kościele greckokatolickim. Jednak jej kierownik duchowy o. Jeremiasz Łomnicki zaproponował jej zostać pierwszą siostrą nowego aktywnego zgromadzenia obrządku bizantyjsko-ukraińskiego, które planował założyć razem z o. Cyrylem Sieleckim. Michalina podjęła się tego zadania, chociaż o. Jeremiasz nie krył przed nią trudności i przykrości, jakie mogły ją spotkać.
Tak o tym napisała później: «Początkowo wahałam się stojąc przed nieznanym, lecz kiedy zastanowiłam się nad potrzebami mojego biednego narodu i dostrzegłam w tym dla mnie wolę Bożą, zdecydowałam się iść za głosem Boga i okazać gotowość na wszelkie ofiary, jakich wymagać będzie przyszłe zgromadzenie».
Michalina przygotowywała się do nowej misji odbywając kilkumiesięczny nowicjat u sióstr felicjanek. W tym samym czasie o. Cyryl Sielecki przygotowywał w swojej parafii mieszkanie dla sióstr oraz pierwsze kandydatki – dziewczęta, które zgłosiły się do niego, chętne do podjęcia wyzwania życia zakonnego w nowym zgromadzeniu.
Obłóczyny Michaliny – pierwszej siostry Zgromadzenia Służebnic Niepokalanej Panny Maryi – odbyły się 24 sierpnia 1892 roku w bazyliańskim kościele św. Onufrego we Lwowie. Przyjęła imię zakonne Jozafata, na cześć słynnego na Ukrainie męczennika św. Jozafata Kuncewicza. 27 sierpnia tego roku (w obrządku wschodnim przypada wtedy uroczystość Wniebowzięcia Najświętszej Maryi Panny) odbyło się otwarcie i poświęcenie pierwszego domu nowej wspólnoty zakonnej.
Pierwsze konstytucje tak mówiły o zgromadzeniu: «Jego zadaniem będzie (...) zakładanie sierocińców i przedszkoli, troska o chorych i ubogich po wsiach, przygotowywanie ciężko chorych na śmierć, pomaganie w święceniu niedzieli przez czytanie ludziom żywotów świętych i Pisma Świętego, nauczanie ludu i zachęcanie go do służenia Bogu przez dawanie mu przykładu własnego cnotliwego i pracowitego życia».
S. Jozafata starała się wszelkimi sposobami pomagać potrzebującym, polepszyć ich życie. Wiele wycierpiała z powodu oszczerstw, jakie na nią rzucano, i braku zrozumienia, była też chora na gruźlicę kości. Siłę do wykonywania zadań i znoszenia cierpliwie trudności czerpała z modlitwy, na której odczuwała obecność i zjednoczenie z Bogiem, oraz z licznych umartwień.
Choroba spowodowała jej przedwczesną śmierć, która nastąpiła 7 kwietnia 1919 roku. Pochowano ją w Krystynopolu. W listopadzie 1982 roku jej doczesne szczątki przeniesiono do domu generalnego zgromadzenia w Rzymie.
Życie s. Jozafaty wypełniała modlitwa i służba. Kochała Boga i bliźnich, przede wszystkim cierpiących i opuszczonych. Jest przykładem miłości wrażliwej na potrzeby ubogich, chorych i odrzuconych, których nie brak i w dzisiejszym świecie.
Jej proces beatyfikacyjny rozpoczął w Rzymie 6 kwietnia 1998 roku papież Jan Paweł II. Beatyfikacja odbyła się 27 czerwca 2001 roku we Lwowie.

## W sieci
- Życiorys błogosławionej
- O świętej po angielsku. catholic-forum.com. [zarchiwizowane z tego adresu (2007-08-27)].
- Życiorys na stronie Watykanu w języku angielskim